# Rimpar
Rimpar ist ein Markt im unterfränkischen Landkreis Würzburg.

## Geographie
Rimpar liegt etwa zehn Kilometer nördlich von Würzburg. Nordwestliche Nachbargemeinde ist Güntersleben.

### Gemeindegliederung
Es gibt fünf Gemeindeteile (in Klammern ist der Siedlungstyp angegeben):
- Gramschatz (Pfarrdorf)
- Grundmühle (Einöde)
- Maidbronn (Kirchdorf)
- Rimpar (Hauptort)
- Veitsmühle (Einöde)

Es gibt die Gemarkungen Gramschatz, Maidbronn, Maidbronner Wald und Rimpar.
Die Gemeindefläche ist nicht zusammenhängend. Die südliche Teilfläche bilden die Gemarkungen Rimpar, Maidbronn und Maidbronner Wald. Die nördliche kleinere Teilfläche ist die Gemarkung Gramschatz. Dazwischen liegt das gemeindefreie Gebiet Gramschatzer Wald.

## Name

### Etymologie
Der ursprüngliche Name Rintburi besteht aus den althochdeutschen Wörtern rint und buri. Sie bedeuten „Rind“ und „Häuschen“. Der Name weist somit auf einen Viehstall hin.

### Frühere Schreibweisen
Frühere Schreibweisen des Ortes aus diversen historischen Karten und Urkunden:
| - 1100 Rintburi - 1126 Rimpure - 1156 Rintbure - 1172 Rinpiur - 1199 Rimbur - 1265 Rimpůr - 1308 Rympour | - 1317 Rintpur - 1333 Rimpur - 1337 Rimpuer - 1380 Rympeure - 1430 Rimpewr - 1444 Rimper - 1465 Rimpar |

## Geschichte

### Bis zur Gemeindegründung
Rimpar wird im 11. Jahrhundert erstmals erwähnt, spätestens aber 1126 als Rintburi.
Während der Zeit des Bauernkrieges gehörte Rimpar zu den Gütern Wilhelm von Grumbachs und war daher mit in die Auseinandersetzungen um das Würzburger Stift verwickelt. So wurden die Burg verwüstet und die Kirche durch Feuer zerstört. Nach dem Tode Wilhelms geriet sein Sohn Konrad in Abhängigkeit vom Hochstift Würzburg und war deshalb 1593 gezwungen, Burg und Dorf an den Fürstbischof Julius Echter zu verkaufen. Echter leitete eine Zeit der regen Bautätigkeit ein, in der die Burg zum Jagdschloss ausgebaut und die Pfarrkirche renoviert wurde. Weiterhin wurde die Orangerie (heute Niederhoferstraße) und das Rathaus (heute Gasthaus Stern) gebaut.
 Der Zehnt des Hochstiftes Würzburg wurde zunächst nach der Säkularisation 1802 zugunsten Bayerns, dann 1806 Ferdinand III. zur Bildung des Großherzogtums Würzburg überlassen. 1814 fielen diese Abgaben wieder Bayern zu. Im Zuge der Verwaltungsreformen in Bayern entstand mit dem Gemeindeedikt von 1818 die Gemeinde.
Während der Bauernkriege wurde Florian Geyer am 10. Juni 1525 im Gramschatzer Wald nördlich von Rimpar von zwei Knechten seines Schwagers Wilhelm von Grumbach erschlagen.

### Jüdische Gemeinde

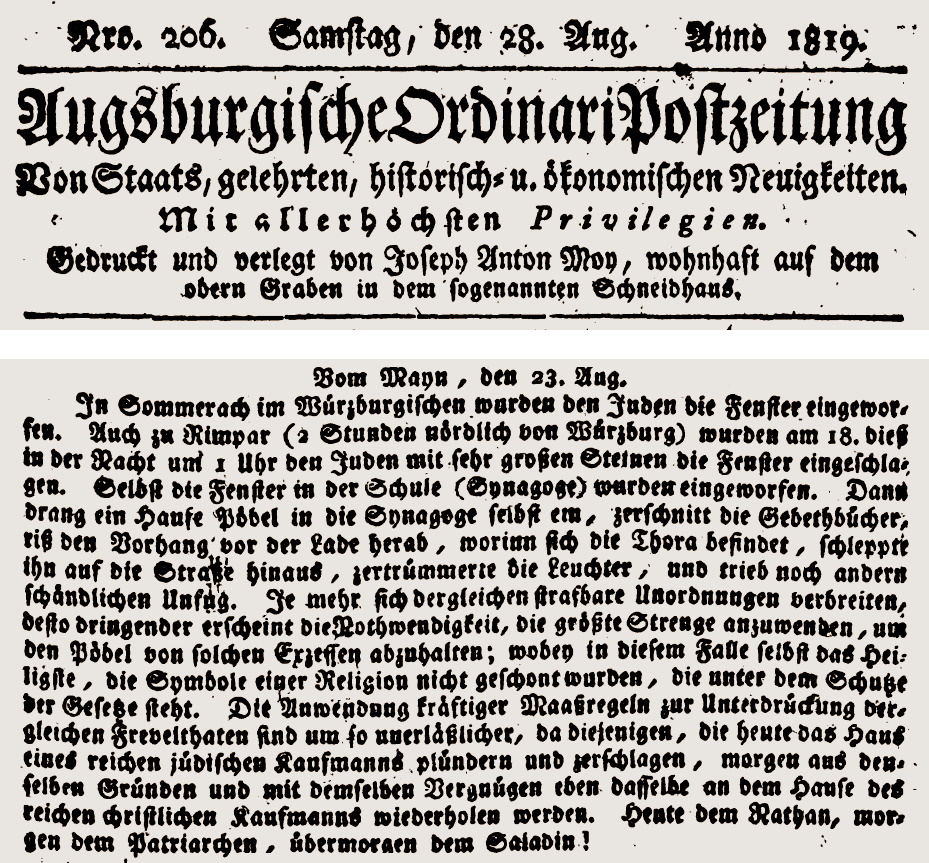
Augsburgische Ordinari Postzeitung vom 28. August 1819

Jüdische Familien waren in Rimpar bereits seit 1577 ansässig, als Konrad von Grumbach sie unter seinen Schutz stellte. 1792 wurde von der jüdischen Gemeinde in der Storchstraße 4 eine Synagoge errichtet. Während der antijüdischen Hep-Hep-Krawalle, bei denen es zwischen August und Oktober 1819 in über 80 Städten und Ortschaften im Deutschen Bund und über seine Grenzen hinaus zu zahlreichen Ausschreitungen und Vorfällen kam, wurde am 18. August 1819 die Synagoge von Rimpar verwüstet. Das Gebäude wurde 1852 um einen oktogonalen Treppenturm als Zugang zur Frauenempore erweitert. Bis zu den Pogromen im November 1938, bei denen das Gotteshaus von SA-Männern verwüstet wurde, konnte es über einen Zugang von der Marktstraße her erreicht werden. In der Folgezeit wurde die Synagoge als Lagerhalle und später als Hühnerstall genutzt. Wegen der in den letzten Jahrzehnten errichteten Bebauung rings um die Synagoge kann diese derzeit nicht mehr auf öffentlich zugänglichen Wegen erreicht werden. 1994 wurde sie unter Denkmalschutz gestellt. Bemühungen in den 2000er Jahren, die Synagoge zu restaurieren und wieder öffentlich zugänglich zu machen, scheiterten, mit Ausnahme des Ankaufs eines benachbarten Grundstückes durch die Marktgemeinde, bislang an der mangelnden Finanzierbarkeit bzw. am politischen Willen. Im März 2019 bekannt gewordene Überlegungen, die Synagoge abzubauen und im Fränkischen Freilandmuseum Fladungen wieder zu errichten, gaben der Überlegung zur Gründung eines Fördervereins zum Erhalt der Synagoge an ihrer historischen Stätte neuen Auftrieb.
Eine Gedenktafel am Rathaus erinnert an die Opfer des Novemberpogroms. Zum Gedenken an die während des Holocaust ermordeten 13 Rimparer Juden wurden im Ort Stolpersteine verlegt.

### Eingemeindungen
Im Zuge der Gebietsreform in Bayern wurden am 1. Mai 1978 die Gemeinden Gramschatz und Maidbronn eingegliedert.

### Einwohnerentwicklung
Im Zeitraum 1988 bis 2018 stieg die Einwohnerzahl von 7057 auf 7645 um 588 Einwohner bzw. um 8,3 %. 1999 hatte der Markt 7877 Einwohner.
| Jahr      | 1950 | 1961 | 1970 | 1987 | 1991 | 1995 | 2000 | 2005 | 2010 | 2015 | 2020 |
| --------- | ---- | ---- | ---- | ---- | ---- | ---- | ---- | ---- | ---- | ---- | ---- |
| Einwohner | 4534 | 4698 | 6884 | 7016 | 7410 | 7681 | 7877 | 7760 | 7747 | 7530 | 7705 |

## Politik

### Bürgermeister
Erster Bürgermeister ist Bernhard Weidner (CSU). Dieser wurde in der Stichwahl gegen Margarete May-Page (IGU) am 29. März 2020 mit 66,27 % gewählt. May-Page wurde in der konstituierenden Sitzung des Marktgemeinderates zur dritten Bürgermeisterin gewählt, zweite Bürgermeisterin ist Elke Weippert (SPD).

### Marktgemeinderat
Die Gemeinderatswahl am 15. März 2020 führte bei einer Wahlbeteiligung von 66,88 % zu folgendem Ergebnis:
| Liste               | Stimmenanteil | Sitze |
| CSU                 | 39,41 %       | 8     |
| Rimparer Liste -IGU | 27,15 %       | 5     |
| SPD                 | 23,79 %       | 5     |
| Freie Wähler        | 9,65 %        | 2     |

### Wappen
| Wappen von Rimpar | Blasonierung: „In Gold aus roter Zinnenmauer wachsend drei rote Rosen an grünen Stielen.“           |
| Wappen von Rimpar | Wappenführung seit 1974. Das Wappen wurde am 14. September 1973 vom Grafiker Ossi Krapf geschaffen. |

## Kultur und Sehenswürdigkeiten

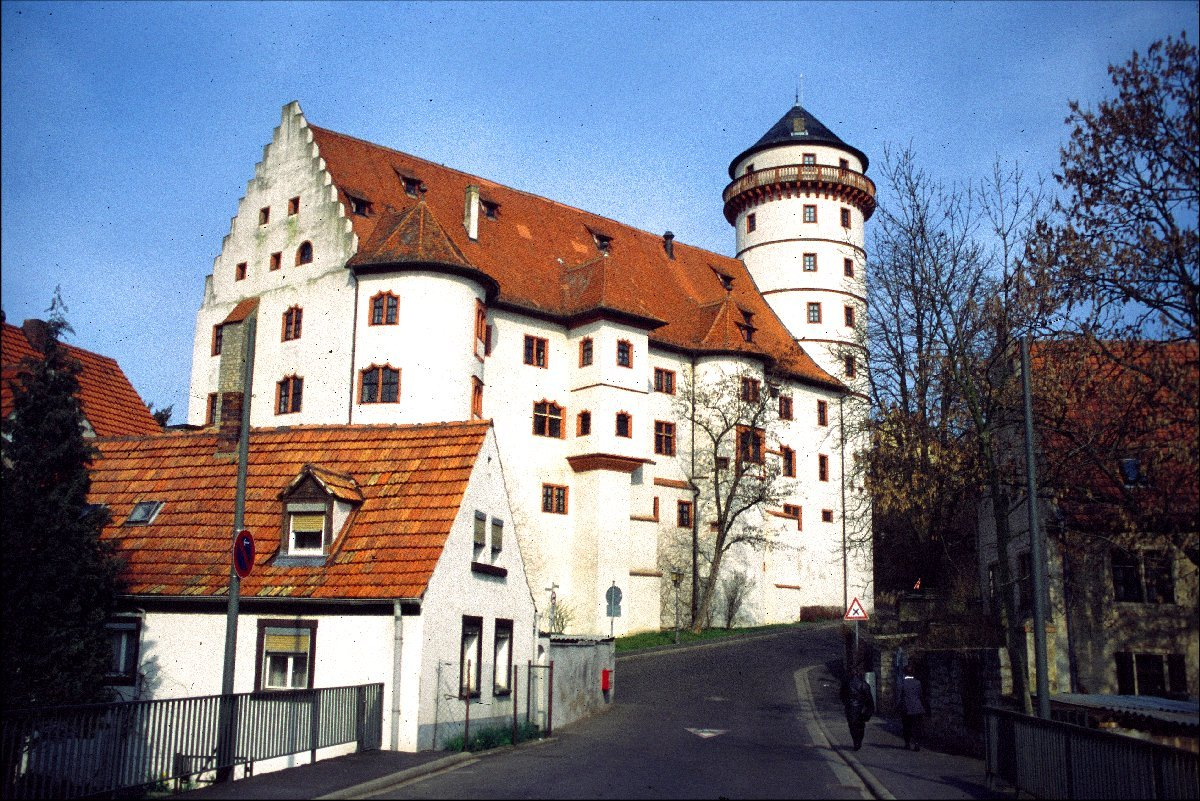
Rimpar – Schloss Grumbach

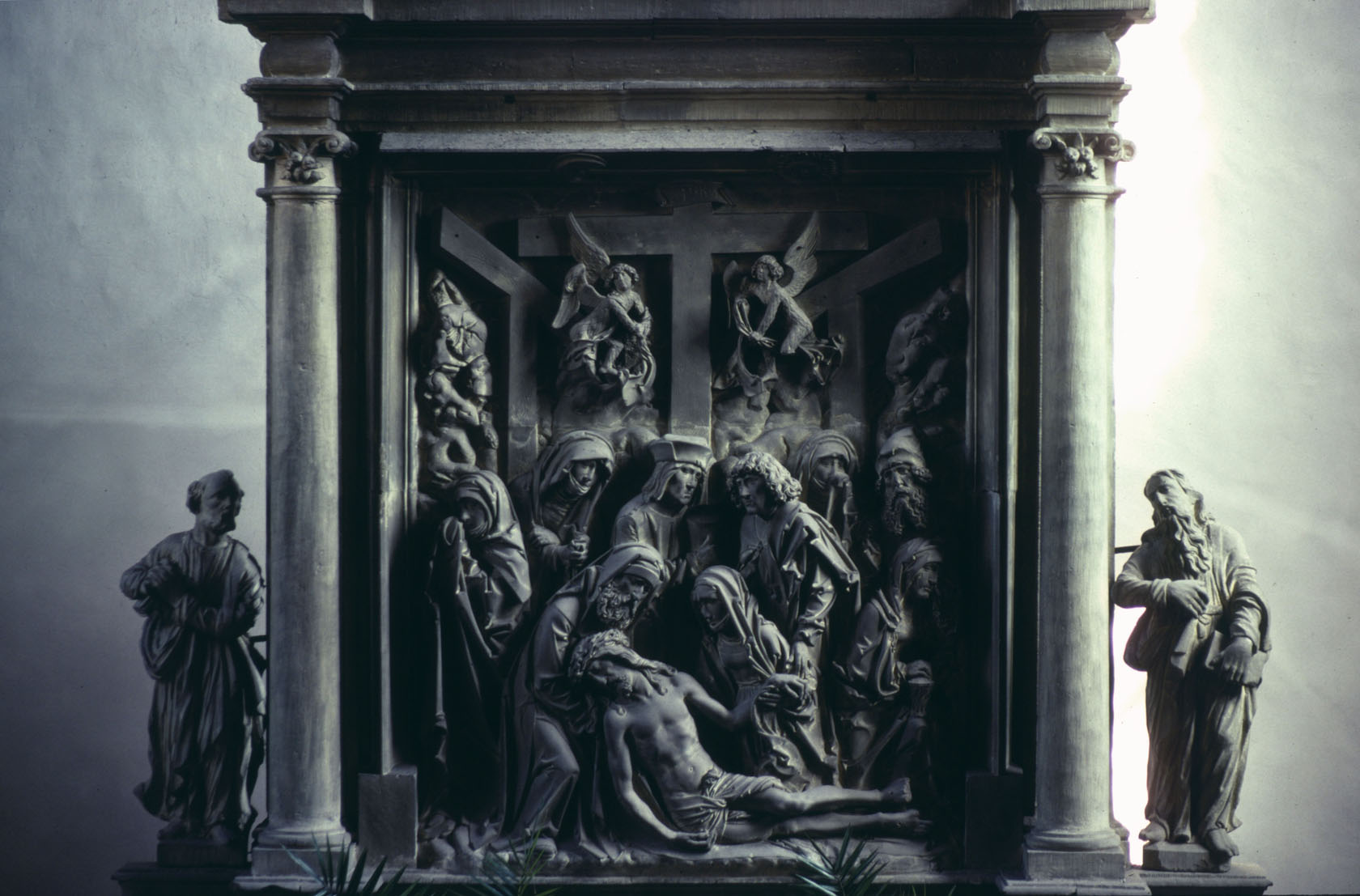
Riemenschneideraltar in der Sankt-Afra-Kirche in Maidbronn

### Bauwerke und Baudenkmäler
- Schloss Grumbach. Im 14. Jahrhundert (1347) erbaute Hans von Grumbach das Schloss; es war eine der eindrucksvollsten Wasserburgen im süddeutschen Raum. Heute beherbergt das Schloss ein Archäologisches Museum, ein Bäckerei-Museum, ein Maurer- und Zimmerer-Museum, ein Kriminalmuseum und ein Trachtenmuseum[17]
- Katholische Pfarrkirche St. Peter und Paul[18]. In der Ritterkapelle befindet sich das erste Werk von Tilman Riemenschneider nämlich die Grabplatte von Eberhard von Grumbach
- Sankt-Afra-Kirche, der ehemaligen Klosterkirche der Zisterzienserinnen in Maidbronn. Der Altar Die Beweinung Christi ist das letzte Werk Tilman Riemenschneiders
- Ehemalige Synagoge: 1792 errichteter Satteldachbau mit Treppenturm, 1852 verändert.

### Öffentlicher Bücherschrank
Auf dem Platz der Partnerschaft vor der Alten Knabenschule in Rimpar wurde 2018 ein öffentlicher Bücherschrank eingerichtet, der als kostenlose Tauschbörse oder zur Mitnahme von Büchern genutzt wird.

### Naherholung
Ein Abschnitt des Europäischen Kulturwegs verbindet Rimpar mit seinem Ortsteil Maidbronn.

## Wirtschaft und Infrastruktur

### Wirtschaft einschließlich Land- und Forstwirtschaft
Bis weit nach dem Zweiten Weltkrieg war Rimpar als „Maurerdorf“ bekannt, da überdurchschnittlich viele Maurer in Rimparer Betrieben arbeiteten. Diese Betriebe arbeiteten auch weit außerhalb des Würzburger Raumes, bis hin nach Ludwigshafen/Oppau. Bei der Explosion des Oppauer Stickstoffwerkes kamen 1921 auch zehn Maurer aus Rimpar ums Leben. An sie erinnert das „Oppauer Kreuz“ auf dem Friedhof.
Am 6. Juli 1992 wurde in Rimpar C. A. R. M. E. N. gegründet, ein gemeinnütziger Verein, der auf dem Gebiet der nachwachsenden Rohstoffe tätig ist. Inzwischen hat der Verein seinen Sitz jedoch nach Straubing verlegt.
Es gab im Jahr 2020 nach der amtlichen Statistik 1514 sozialversicherungspflichtig Beschäftigten am Arbeitsort. Sozialversicherungspflichtig Beschäftigte am Wohnort gab es insgesamt 3337. Im verarbeitenden Gewerbe gab es sechs, im Bauhauptgewerbe vier Betriebe. Zudem bestanden im Jahr 2016 29 landwirtschaftliche Betriebe mit einer landwirtschaftlich genutzten Fläche von 1477 ha, davon waren 1287 ha Ackerfläche und 171 ha Dauergrünfläche.

### Verkehr
Seit einiger Zeit gibt es Planungen für Ortsumgehungen. Eine Westumgehung befindet sich kurz vor dem Planfeststellungsverfahren, eine Südumgehung ist in Planung. Die Umgehungen sollen den überlasteten Ortskern entlasten.
Aufgrund der Kritik, dass die Umfahrungen zu ortsnah seien, sowie der Befürchtung, dass Verkehr aus dem Umland angezogen werden könnte, wurde eine Bürgerinitiative gegründet.

#### Öffentliche Verkehrsmittel
Eine Buslinie von DB Busverkehr Bayern verkehrt zwischen Würzburg, Rimpar und Maidbronn, eine weitere fährt nach Gramschatz.

### Bildung
Es gibt folgende Einrichtungen (Stand: 2021):
- elf Kindertageseinrichtungen: 515 genehmigte Plätze, 468 betreute Kinder
- zwei Volksschulen: 21 Lehrer, 327 Schüler
- Grundschule: Matthias-Ehrenfried-Schule

Bis zum Schuljahr 2023/2024 war die Gemeinde Rimpar Haupt- bzw. Mittelschulstandort, musste diesen jedoch aufgrund zu geringer Schülerzahlen aufgeben. Zum Schuljahr 2025/26 werden im ehemaligen Mittelschulgebäude die Grundschüler unterrichtet. Das dann frühere Grundschulgebäude wird dann zur Förderschule des Landkreises Würzburg.

## Sport
Die 1. Männermannschaft der Handballabteilung der SG DJK Rimpar e. V. tritt unter dem Namen DJK Rimpar Wölfe an und spielt seit der Saison 2013/14 in der 2. Handball-Bundesliga. Heimspiele werden in der tectake Arena in Würzburg ausgetragen, die etwa 3000 Zuschauer fasst.

## Söhne und Töchter der Gemeinde
- Wilhelm von Grumbach, Reichsritter (1503–1567)
- Die Gebrüder Lehman(n): Hayum (Henry) (1822–1855), Mendel (Emmanuel) (1827–1907), Maier (Mayer) (1830–1897), Gründer der ehemaligen amerikanischen Investmentbank Lehman Brothers Inc.
- Adolf Schmitt (Bischof) (1905–1976), Missionsbischof in Rhodesien (heute Simbabwe), ermordet in Lupane (Simbabwe)
- Julius Bausenwein (1913–1962), deutscher Bildhauer
- Christian Will (1927–2019), Politiker (CSU) und Mitglied des Bayerischen Landtags
- Edwin Noël (1944–2004), Schauspieler (u. a. Münchener Kammerspiele)
- Dieter Göpfert (* 1957), mehrfacher deutscher Rudermeister[25]
- Bernd Hollerbach (* 1969), Fußballspieler und -trainer
- Volker Keidel (* 1969), Autor und Buchhändler
- Ralf Keidel (* 1977), Fußballspieler (u. a. Newcastle United, MSV Duisburg)
- Alf Mintzel (* 1981), Fußballspieler
- Daniel Sauer (* 1981), Handballspieler (DJK Rimpar, HSC Bad Neustadt, HBW Balingen-Weilstetten)
- Philipp Büttner (* 1991), Musicaldarsteller (u. a. Musical Aladdin in Hamburg)